# Ring Ring (album)
Ring Ring je debitantski studijski album švedske glasbene skupine ABBA, ki pa je bila ob izdaji albuma še poimenovana kot Björn & Benny, Agnetha & Frida.
Izšel je leta 1973 pri založbi Polar Music najprej na vinilni plošči v Skandinaviji, kasneje pa še v mnogo različnih izdajah drugod po svetu na traku (stereo 8), glasbeni kaseti, CD plošči in v digitalni/pretočni obliki.
Album so večkrat digitalizirali in masterirali za ponovne izdaje v letih 1997, 2001, 2005 in nazadnje leta 2013 za posebno izdajo ob 40-letnici Ring Ring Deluxe Edition.

## O albumu
Ko so spomladi leta 1972 posneli prvo pesem »People Need Love« (ali slovensko: Ljudje potrebujemo ljubezen), so bodoče člane skupine ABBA zaposlovali mnogi različni projekti, vezani na njihove samostojne karierne poti.
Šele po uspehu naslovne pesmi »Ring Ring« (ali slovensko: Ko bi le poklical), s katero so februarja 1973 nastopili na švedskem izboru za pesem evrovizije Melodiefestivalen in zasedli tretje mesto, so se odločili delati skupaj kot stalna glasbena skupina.
Prva švedska izdaja albuma iz leta 1973 se začne s švedsko različico pesmi »Ring Ring (Bara du slog en signal)«, angleška verzija »Ring Ring« je šele četrta na drugi strani plošče.
Mednarodne izdaje albuma pa so se začele z angleško verzijo in na njenem mestu so objavili pesem »She's My Kind of Girl« (ali slovensko: Ona je moj tip), ki sta jo Björn & Benny posnela že leta 1969 za švedski pornografski film Inga II: the Seduction of Inga (ali slovensko: Inga II: Zapeljevanje).
Na uspešnem singlu sta jo izdala leta 1970, na skandinavsko angleško verzijo singla »Ring Ring« pa uvrstila kot B-stran.
Skladbo »Disillusion« (posnetek 3) je prvotno v švedščini napisala Agnetha za svoj samostojni album Elva kvinnor i ett hus (ali slovensko: Enajst žensk v hiši).
Čeprav je večino svojega švedskega opusa ustvarila sama, je to edina njena pesem, izdana na studijskem albumu skupine ABBA.

## Seznam posnetkov
Vse pesmi sta napisala Benny Andersson in Björn Ulvaeus, razen, kjer je navedeno drugače.
| Stran 1 | Stran 1                              | Stran 1                               | Stran 1 |
| Št.     | Naslov                               | Pisec                                 | Dolžina |
| ------- | ------------------------------------ | ------------------------------------- | ------- |
| 1.      | „Ring Ring (Bara du slog en signal)‟ | B. Andersson, S. Anderson, B. Ulvaeus | 3:04    |
| 2.      | „Another Town, Another Train‟        |                                       | 3:12    |
| 3.      | „Disillusion‟                        | A. Fältskog, B. Ulvaeus               | 3:04    |
| 4.      | „People Need Love‟                   |                                       | 2:46    |
| 5.      | „I Saw It in the Mirror‟             |                                       | 2:34    |
| 6.      | „Nina, Pretty Ballerina‟             |                                       | 2:51    |

| Stran 2         | Stran 2                                        | Stran 2                                                   | Stran 2 |
| Št.             | Naslov                                         | Pisec                                                     | Dolžina |
| --------------- | ---------------------------------------------- | --------------------------------------------------------- | ------- |
| 1.              | „Love Isn't Easy (But It Sure Is Hard Enough)‟ |                                                           | 2:53    |
| 2.              | „Me and Bobby and Bobby's Brother‟             |                                                           | 2:50    |
| 3.              | „He Is Your Brother‟                           |                                                           | 3:18    |
| 4.              | „Ring Ring‟ (angleška verzija)                 | B. Andersson, S. Anderson, B. Ulvaeus, N. Sedaka, P. Cody | 3:03    |
| 5.              | „I Am Just a Girl‟                             | B. Andersson, S. Anderson, B. Ulvaeus                     | 3:01    |
| 6.              | „Rock'n Roll Band‟                             |                                                           | 3:09    |
| Skupna dolžina: | Skupna dolžina:                                | Skupna dolžina:                                           | 35:43   |

| Mednarodna izdaja CD | Mednarodna izdaja CD                           | Mednarodna izdaja CD                  | Mednarodna izdaja CD |
| Št.                  | Naslov                                         | Pisec                                 | Dolžina              |
| -------------------- | ---------------------------------------------- | ------------------------------------- | -------------------- |
| 1.                   | „Ring Ring‟                                    | B. Andersson, S. Anderson, B. Ulvaeus | 3:04                 |
| 2.                   | „Another Town, Another Train‟                  |                                       | 3:12                 |
| 3.                   | „Disillusion‟                                  | A. Fältskog, B. Ulvaeus               | 3:04                 |
| 4.                   | „People Need Love‟                             |                                       | 2:46                 |
| 5.                   | „I Saw It in the Mirror‟                       |                                       | 2:34                 |
| 6.                   | „Nina, Pretty Ballerina‟                       |                                       | 2:51                 |
| 7.                   | „Love Isn't Easy (But It Sure Is Hard Enough)‟ |                                       | 2:53                 |
| 8.                   | „Me and Bobby and Bobby's Brother‟             |                                       | 2:50                 |
| 9.                   | „He Is Your Brother‟                           |                                       | 3:18                 |
| 10.                  | „She's My Kind of Girl‟                        |                                       | 2:39                 |
| 11.                  | „I Am Just a Girl‟                             | B. Andersson, S. Anderson, B. Ulvaeus | 3:01                 |
| 12.                  | „Rock'n Roll Band‟                             |                                       | 3:09                 |
| Skupna dolžina:      | Skupna dolžina:                                | Skupna dolžina:                       | 35:19                |

| Bonus posnetki (2001) | Bonus posnetki (2001)                                | Bonus posnetki (2001)                 | Bonus posnetki (2001) |
| Št.                   | Naslov                                               | Pisec                                 | Dolžina               |
| --------------------- | ---------------------------------------------------- | ------------------------------------- | --------------------- |
| 13.                   | „Merry-Go-Round‟ (stran B singla »People Need Love«) | B. Andersson, S. Anderson, B. Ulvaeus | 3:24                  |
| 14.                   | „Santa Rosa‟ (stran B singla »He Is Your Brother«)   |                                       | 2:59                  |
| 15.                   | „Ring Ring (Bara du slog en signal)‟                 | B. Andersson, S. Anderson, B. Ulvaeus | 3:08                  |

| Bonus posnetki (The Complete Studio Recordings 2005) | Bonus posnetki (The Complete Studio Recordings 2005)                                    | Bonus posnetki (The Complete Studio Recordings 2005) | Bonus posnetki (The Complete Studio Recordings 2005) |
| Št.                                                  | Naslov                                                                                  | Pisec                                                | Dolžina                                              |
| ---------------------------------------------------- | --------------------------------------------------------------------------------------- | ---------------------------------------------------- | ---------------------------------------------------- |
| 13.                                                  | „Ring Ring (Bara du slog en signal)‟                                                    | B. Andersson, S. Anderson, B. Ulvaeus                | 3:08                                                 |
| 14.                                                  | „Åh, vilka tider‟ (stran B švedskega singla »Ring Ring (Bara du slog en signal)«)       | B. Andersson, S. Anderson, B. Ulvaeus                | 2:33                                                 |
| 15.                                                  | „Merry-Go-Round‟ (stran B singla »People Need Love«)                                    | B. Andersson, S. Anderson, B. Ulvaeus                | 3:36                                                 |
| 16.                                                  | „Santa Rosa‟ (stran B singla »He Is Your Brother«)                                      |                                                      | 3:01                                                 |
| 17.                                                  | „Ring Ring‟ (španska verzija)                                                           | B. Andersson, S. Anderson, B. Ulvaeus, D. Band       | 3:01                                                 |
| 18.                                                  | „Wer im Wartesaal der Liebe steht‟ (nemška verzija pesmi »Another Town, Another Train«) | B. Andersson, B. Ulvaeus, F. Jay                     | 3:21                                                 |
| 19.                                                  | „Ring Ring‟ (nemška verzija)                                                            | B. Andersson, S. Anderson, B. Ulvaeus, P. Lach       | 3:09                                                 |

### Posebna izdaja ob 40-letnici
Ob 40-letnici izdaje debitantskega albuma je 14. oktobra leta 2013 izšla posebna dvojna izdaja Ring Ring Deluxe Edition na CD in DVD ploščah z veliko dodatnimi povezanimi audio posnetki in posnetki televizijskih oddaj ter ovitki mednarodnih izdaj.
Priložena mu je ilustrirana knjižica z opisom ozadja ob nastajanju albuma ter izbora dodatnih posnetkov.
Na CD-ju so objavljeni posnetki »B-strani« singlov z albuma, promocijski single za švedsko turnejo skupine iz leta 1973 z delčki takratnih uspešnic (posnetek 19) in posnetki zgodnjih Bennyjevih in Björnovih pesmi: originalni verziji pesmi »I Saw It in the Mirror« (posnetek 22, po slovensko: Videl sem v zrcalu) in »I Am Just A Girl« (posnetek 23, po slovensko: Sem le dekle).
Pesem »Hej gamle man!« (posnetek 20, po slovensko: Hej, možakar!) iz leta 1970 je prva, pri kateri sodelujejo vsi štirje bodoči člani skupine ABBA, saj Agnetha in Frida pojeta spremljevalni vokal.
V pesmi »There’s a Little Man« (ali slovensko: Tam je mali mož) iz leta 1970 (posnetek 21) Agnetha prvič poje spremljevalni vokal v kaki Björnovi in Bennyjevi pesmi.
Frido pa v uspešnici »Man vill ju leva lite dessemellan« (ali slovensko: Želiš si še malo živeti vmes) iz leta 1972 (posnetek 24) spremljajo ostali bodoči kolegi iz skupine.
Na DVD-ju je objavljen posnetek prvega nastopa skupine na švedski televiziji 30. aprila leta 1972 v kvizu Vi i femman (posnetek 1, po slovensko: Pet nas je), kot napoved izdaje singla »People Need Love« v mesecu maju istega leta.
Med snemanjem albuma Ring Ring je bila Agnetha prvič noseča in tudi po rojstvu hčerke Linde ni mogla vedno potovati s skupino na nastope.
Takrat jo je nadomestila Fridina svetlolasa prijateljica Inger Brundin, ki je nastopala tudi v pesmi »Ring Ring« na avstrijski televiziji marca 1973 (posnetek 2 je objavljen njej v spomin).
V izseku »Ring Ring Revealed« (ali slovensko: Razkriti Ring Ring) iz švedske dokumentarne oddaje Låtarna som förändrade musiken (ali slovensko: Pesmi, ki so spremenile glasbo) iz leta 2012 Benny opisuje nastajanje in večplastno strukturo glasbe pri pesmi »Ring Ring« (posnetek 3).
| Bonus posnetki (Deluxe Edition CD) | Bonus posnetki (Deluxe Edition CD)                                                      | Bonus posnetki (Deluxe Edition CD)             | Bonus posnetki (Deluxe Edition CD) |
| Št.                                | Naslov                                                                                  | Pisec                                          | Dolžina                            |
| ---------------------------------- | --------------------------------------------------------------------------------------- | ---------------------------------------------- | ---------------------------------- |
| 13.                                | „Ring Ring (Bara du slog en signal)‟ (švedska verzija)                                  | B. Andersson, S. Anderson, B. Ulvaeus          | 3:08                               |
| 14.                                | „Merry-Go-Round‟ (stran B singla »People Need Love«)                                    | B. Andersson, S. Anderson, B. Ulvaeus          | 3:36                               |
| 15.                                | „Santa Rosa‟ (stran B singla »He Is Your Brother«)                                      |                                                | 3:01                               |
| 16.                                | „Ring Ring‟ (španska verzija)                                                           | B. Andersson, S. Anderson, B. Ulvaeus, D. Band | 3:01                               |
| 17.                                | „Wer im Wartesaal der Liebe steht‟ (nemška verzija pesmi »Another Town, Another Train«) | B. Andersson, B. Ulvaeus, F. Jay               | 3:21                               |
| 18.                                | „Ring Ring‟ (nemška verzija)                                                            | B. Andersson, S. Anderson, B. Ulvaeus, P. Lach | 3:09                               |
| 19.                                | „En hälsning till våra parkarrangörer‟ (promocijski single iz leta 1973)                |                                                | 2:27                               |

| Deluxe Edition DVD | Deluxe Edition DVD                                | Deluxe Edition DVD                  | Deluxe Edition DVD |
| Št.                | Naslov                                            | TV oddaja                           | Dolžina            |
| ------------------ | ------------------------------------------------- | ----------------------------------- | ------------------ |
| 1.                 | „People Need Love‟ (30. april 1972)               | Vi i femman (SVT)                   | 3:05               |
| 2.                 | „Ring Ring‟ (marec 1973)                          | Spotlight (ORF)                     | 2:55               |
| 3.                 | „Ring Ring Revealed‟ (13. marec 2012)             | Låtarna som förändrade musiken (UR) | 5:31               |
| 4.                 | „International Sleeve Gallery‟ (galerija ovitkov) |                                     | 2:37               |
| Skupna dolžina:    | Skupna dolžina:                                   | Skupna dolžina:                     | 14:10              |

## Sodelujoči

### ABBA
- Agnetha Fältskog – vokal
- Anni-Frid Lyngstad – vokal
- Benny Andersson – klavir, klaviature, melotron, vokal
- Björn Ulvaeus – akustična kitara, vokal

### Ostali glasbeniki
- Håkan Jansson – baritonski saksofon na posnetku 9
- Janne Schaffer – električna kitara, akustična kitara na posnetku 2
- Rutger Gunnarsson – bas kitara
- Mike Watson – bas kitara na posnetkih 3, 4, 5 in 7
- Stefan Brolund – bas kitara na posnetku 9
- Ola Brunkert – baterija
- Roger Palm – baterija na posnetkih 8 in 12
- Jan Bandel – baterija na posnetku 9

### Produkcija
- Benny Andersson – producent, aranžer
- Björn Ulvaeus – producent, aranžer
- Sven-Olof Walldoff – priredba za godala za posnetek 10
- Michael B. Tretow – tonski mojster, masteriranje 1997 in 2001
- Jon Astley – masteriranje 1997 in 2001
- Tim Young – masteriranje 1997
- Henrik Jonsson – masteriranje 2005
- Björn Almstedt – asistent
- Lennart Karlsmyr – asistent
- Rune Persson – asistent
- Lars Falck – fotografija
- Bengt H. Malmqvist – fotografija
- Peter Wiking – oblikovanje albuma

## Odziv
| Tedenske lestvice po državah (1973–1976) | Najvišja uvrstitev |
| ---------------------------------------- | ------------------ |
| Avstralija (Kent Music Report)           | 10                 |
| Norveška (VG-lista)                      | 10                 |
| Nova Zelandija (RMNZ)                    | 32                 |
| Švedska                                  | 2                  |
| Tedenske lestvice po državah (2021)      | Najvišja uvrstitev |
| Grčija (IFPI)                            | 57                 |
| Tedenske lestvice po državah (2023)      | Najvišja uvrstitev |
| Nemčija (Ofizielle Top 100)              | 29                 |

| Regija            | Certifikacije        | Prodanih izvodov |
| ----------------- | -------------------- | ---------------- |
| Avstralija (ARIA) | 3× platinasta plošča | 150 000          |
| Norveška          | —                    | 10 000           |
| Švedska           | —                    | 116 627          |